# 시몬볼리바르시 (미란다주)

시몬볼리바르 시의 위치

시몬볼리바르시(스페인어: Simón Bolívar)는 베네수엘라 미란다 주의 지방 자치체로 행정 중심지는 산프란시스코데야레이며 면적은 131km2, 인구는 40,730명(2007년 기준)이다.